# Chrystus (Liszt)

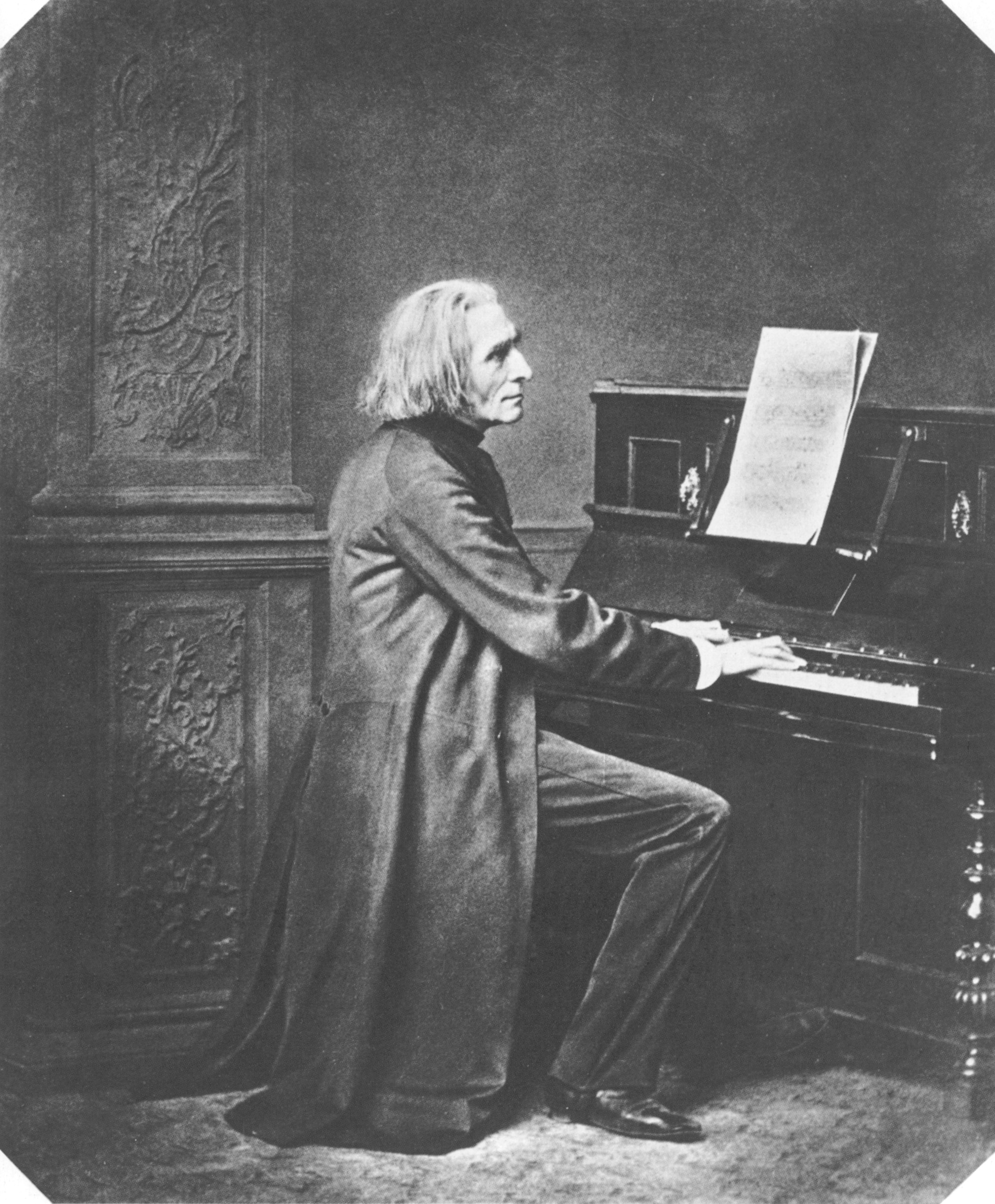
Ferenc Liszt ok. 1869 r.

Chrystus – oratorium skomponowane przez węgierskiego pianistę i kompozytora Ferenca Liszta. Powstało w latach 1862–1866 do fragmentów Biblii i obejmuje życie Jezusa od narodzin po mękę, ukrzyżowanie i zmartwychwstanie.
Oratorium zostało opublikowane w 1872 r., a prawykonanie całego dzieła miało miejsce 29 maja 1873 r. w Weimarze, choć część dzieła została zaprezentowana już w 1866 r.

## Budowa oratorium
Oratorium Liszta składa się z trzech części:
- Oratorium na Boże Narodzenie
- Po Objawieniu Pańskim
- Pasja i Zmartwychwstanie